# オタワ族
オタワ族（オタワぞく）またはオダワ族（オダワぞく）、オッタワ族（オッタワぞく、英: Ottawa、英: Odawa、英: Odaawaa、[oʊˈdɒwə]）はアメリカ合衆国、カナダの先住民族。オタワ（オダワ）は「交易者」を意味する。アメリカではネイティブアメリカン、カナダではファースト・ネーションとして認知されている。アニシナーベ族の一派で、オジブワ族やポタワトミ族と関連がある。
古代にはヒューロン湖北岸のマニトゥーリン島や、現在のオンタリオ州に属するブルース半島に住んでいた。これらの場所が彼らの故郷だと考えられている。17世紀以降、オタワ川に沿ってミシガン州や五大湖より南の中西部へと移り住んだ。21世紀現在では、オンタリオ州、ミシガン州、オクラホマ州（かつてのインディアン準州）などに約15,000人が暮らしている。
オタワ語はアルゴンキン語族に属する。この語族に含まれる部族は「バンド」と呼ばれるいくつもの小さなグループに分かれており、一般的にはアメリカでは「トライブ」、カナダでは「ファースト・ネーション」と呼称される。オタワ族の言葉はオジブウェー語から派生した方言だと考えられており、語中音消失が頻繁に起こるのが特徴である。

## 部族の名前
Odaawaa（語中音消失によりDaawaaとも発音される。アニシナーベ語で「交易する」、「売買する」を意味するadaaweに由来すると考えられる。）という言葉はクリー、アルゴンキン族、二ピシング族、モンタニエ族、オジブワ等の部族で共通して用いられる。ポタワトミ族はOdawaと綴り、英語ではそこから派生して"Ottawa"と綴るのが一般的である。アニシナーベ語では、「交易、または売買をする人」を意味するのはWadaawewininiという言葉である。ミシガン州でカトリックの司祭をしていたフレデリック・バラガはこれを音訳し、自身の著作『オチプウェ（Otchipwe）語の辞書』において"Watawawininiwok"はオタワ川に多くのガマが生えていたことに関連し、「ガマの人々」を意味すると記録した。しかし、この記録はオタワ川沿いに暮らしていたアルゴンキン族のバンドに関連付ける方がより適切である。
近隣の部族がオタワ族に「交易者」を意味する言葉を当てはめたのは、遠い昔や、またヨーロッパ人と接触した時期、彼らが部族間で交易や物々交換をしていたからであった。オタワ族の取引はコーンミール、ひまわり油、毛皮、マット、タバコ、薬として用いられた植物の根やハーブが主であった。
オジブワ族と同じように、オタワ族は「最初の人々」を意味するニシナーベ（Nishnaabe）と自称する。
オタワという名前は、英語ではカナダの首都オタワやオタワ川などの地名にも使われている。ヨーロッパ人と接触したばかりの頃のオタワ族の活動範囲は、オタワ市の西からオタワ川に沿って広がっていた。オハイオ州パットナム郡にもオタワという地名があり、ここにはオタワ族の居留地がある。

## 言語
オタワ方言はオジブウェー語から分かれた方言のうちの一つと考えられ、語中音消失が頻繁に起こる。オタワ方言においては、一般的なオジブウェー語はNishnabemwin、オタワ方言はDaawaamwinと呼ばれる。21世紀初頭の推計では、5,000人のオタワ族とさらに10,000人のオタワ族を祖先に持つ人々のうち、オンタリオ州やミシガン州などで500人がオタワ方言を話している。オクラホマ州では、オタワ方言を流暢に操ることができるのは2006年時点で3人しかいなかった。

## 歴史

### 口伝の歴史と初期に記録された歴史

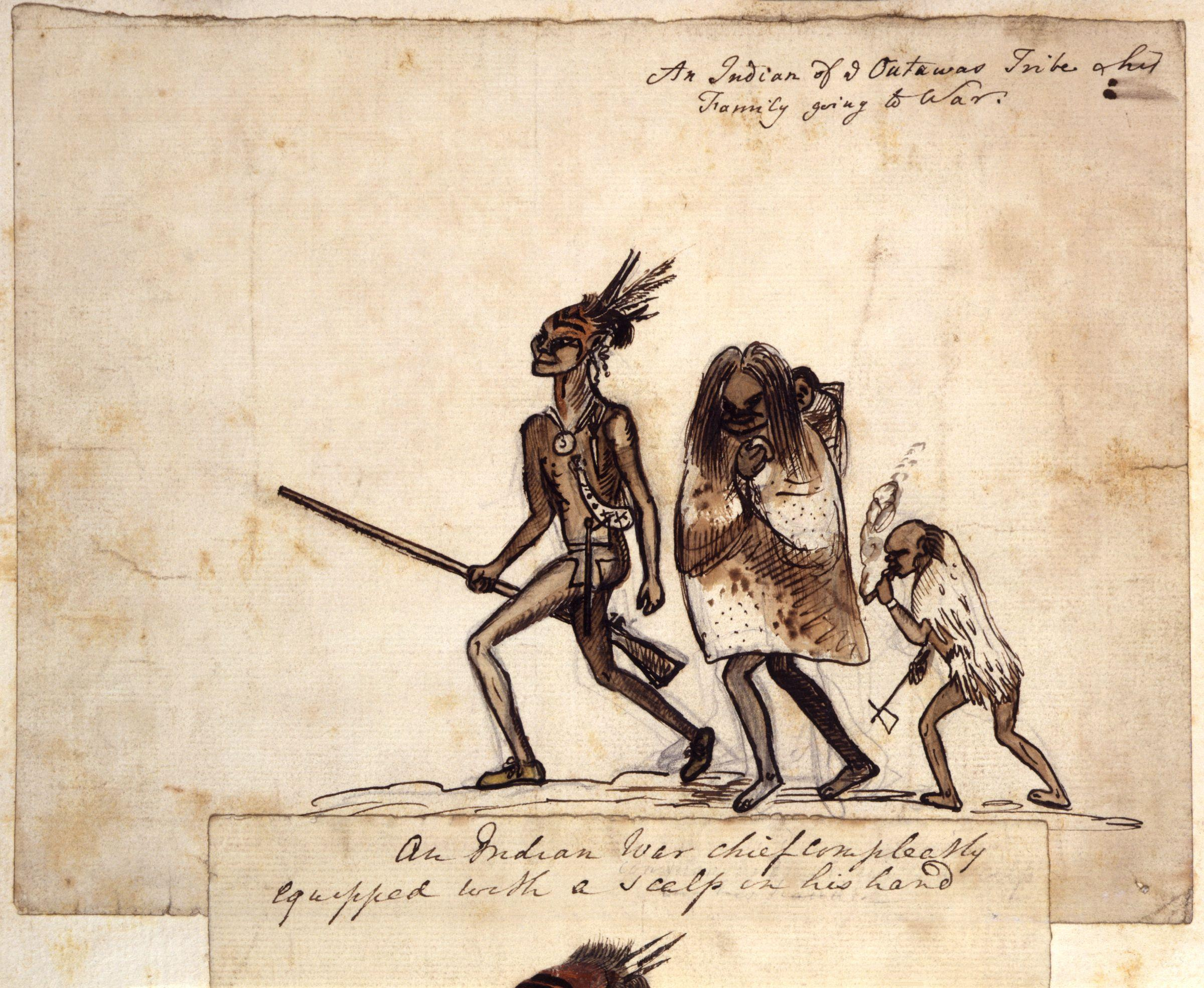
18世紀半ば、イギリスの軍人ジョージ・タウンゼンドがスケッチしたオタワ族の家族

アニシナーベの伝統やWiigwaasabakというシラカバの皮に書かれた巻物によれば、オタワ族は北アメリカの東部やタートル島、または東海岸沿いからやって来たという。アニシナーベの人々はmiigis（光る物）に導かれ、セントローレンス川に沿って内陸へと移動した。現在のデトロイト近くの「3番目に止まる場所」で、アニシナーベの南のグループはオジブワ、オタワ、ポタワトミの3つに分かれた。
考古学的証拠により、中期ウッドランド期にブルース半島に位置していた、ホープウェル文化に影響を受けたソーギーン・コンプレックス（Saugeen Complex）のグループが後にオタワ族に発展した可能性が示されている。ホープウェル文化は紀元前200年から西暦500年頃にかけて、広域に展開した交易ネットワークとして機能していた。西暦250年頃までは、埋葬のためにマウンドと呼ばれる人工の丘を築いていた。ソーギーンのマウンドは未だ発掘されていない。
オタワ族はオジブワ族、ポタワトミ族とともに3つの火の連合と呼ばれる、長期間にわたる部族間の同盟を結んでいた。彼ら部族はイロコイ連邦やダコタ族と戦った。1615年、フランス人の探検家サミュエル・ド・シャンプランはフレンチ川の河口近くで連合の300人と出会い、「私たちはles cheueux releuez（髪が巻き上げられている）と呼ぶ」と述べた。彼はまた、「彼らの装備は弓矢、皮で作られた盾、こん棒のみである。腰布などは無く、身体には様々なデザインの刺青が施されている。顔には化粧をしており、鼻にピアスをしている」とも述べた。
1667年のイエズス会通信は、オタワ族、キスカコン・オタワ族（Kiskakon Odawa）、シナゴ・オタワ族（Sinago Odawa）の3つの部族が同じ町で暮らしていたと報告した。3つの部族はいずれも同じ言語を話していた。

### 毛皮交易
オタワ族による広範囲にわたる交易ネットワークが継続されていたために、多くの北アメリカの人々には交易のパートナーとして名が知られるようになった。ヌーベルフランスの植民地化が始まると、オタワ族はフランス人やカナダ人にとって毛皮交易において重要な存在となった。

### 戦争と逃避

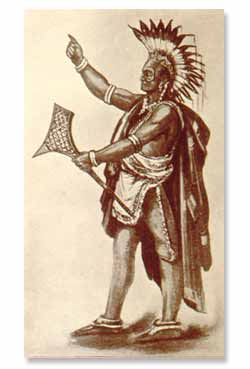
ガンストッククラブを持ったオタワ族の兵士

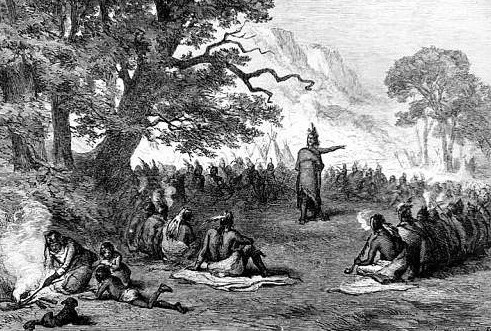
1763年4月27日、イギリスに対する決起を呼びかけるポンティアックの様子を描いた版画

オタワ族は、とりわけ儲けが大きい毛皮交易を巡って、他の部族と紛争や戦争を起こしてきた。17世紀半ばには五大湖周辺のアルゴンキン系部族と同盟を組み、ビーバー戦争ではモホーク族やイロコイ連邦の強力な同盟に対抗した。この地域の伝統的な力関係は、ヨーロッパ人が銃などの武器を持ち込んだことで崩れていった。この混乱は、今までになく悲惨で意図していない結果をもたらした。
お互いの土着の住民は分断されるか滅ぼされ、エリー族などは全滅してしまった。またこの頃には、オタワ族は戦争よりも疫病によって深刻な影響を受けていた。ヨーロッパ人が新たに持ち込んだ感染症への免疫が無かったため、病気が流行し、死亡率が高かった。
1701年、フランス人の開拓者が交易の基地としてデトロイト砦を建設した。多くのオタワ族は、彼らの伝統的な故郷であるマニトゥーリン島を離れ、またワイアンドット族（ヒューロン族）も砦の近くに移動した。既にローワー半島に住んでいた者もいたが、さらに多くのバンドがデトロイト周辺に村落を築いた。現在のオハイオ州周辺にまで広がっていた。
部族の移動は戦争や植民地化の進行に関わっており、各部族は概ね次のような場所に落ち着いた。「北と西をフランスに、南と東をイギリスに囲まれており、マイアミ族はインディアナ州やオハイオ州西部、オタワ族はオハイオ州北部のモーミー川、オーグライズ川、ブランチャード川流域、ワイアンドット族はオハイオ州中部、ショーニー族はオハイオ州南西部、レナペ（デラウェア族）はオハイオ州南東部〜東部に暮らしていた。」
18世紀半ば、オタワ族はフランス人の交易パートナーと同盟を組み、イギリスと七年戦争（北アメリカではフレンチ・インディアン戦争として知られる）を戦った。彼らはイギリス系アメリカ人の入植者を襲撃した。イギリスがフランスに勝利した後、1763年にオタワ族の著名な酋長であるオブワンディヤグ（ポンティアック酋長）はポンティアック戦争を主導したが、イギリスの入植者を地域から追い出すことはできなかった。彼はモーミー川とオーグライズ川の合流点（現在のディファイアンス市付近）に生まれたと歴史的に記されている。
数十年後、モーミー川がエリー湖に注ぐ場所（現在のトレド）の村にいたエグシャワ酋長はアメリカ独立戦争に際し、イギリスの味方としてオタワ族を率いた。彼は、オハイオ州北西部やミシガン州南部からヨーロッパ系アメリカ人を追い出すのを支援することを望んでいた。イギリスがアメリカに敗れ、イギリスに味方したネイティブアメリカン、ファースト・ネーションは広範囲にわたる影響を受けた。多くの部族はアメリカに土地を割譲することを強いられた。
独立戦争後の1790年代、オグシャワはワイアンドット族、3つの火の連合、レナペ、ミンゴ族ら地域の多数の部族とともに、後に北西インディアン戦争と呼ばれる一連の戦いを繰り広げた。インディアンたちはアパラチア山脈の西側にやって来たヨーロッパ系アメリカ人の開拓者たちを撃退しようとしたが、最終的には敗北した。1794年の戦いで、アンソニー・ウェインはモーミー川の上流域にディファイアンス砦などの一連の砦を建設した。イギリスはインディアンを物資面で支援していたが、アメリカと明確に対立し戦いに巻き込まれることは望まず、インディアンを直接的に支援することからは撤退した。現在のオハイオ州モーミー付近（トレドより11マイルほど上流）で起こったフォールン・ティンバーズの戦いでは、ウェインの部隊はインディアン連合の数百人を撃破した。

### 条約と移動

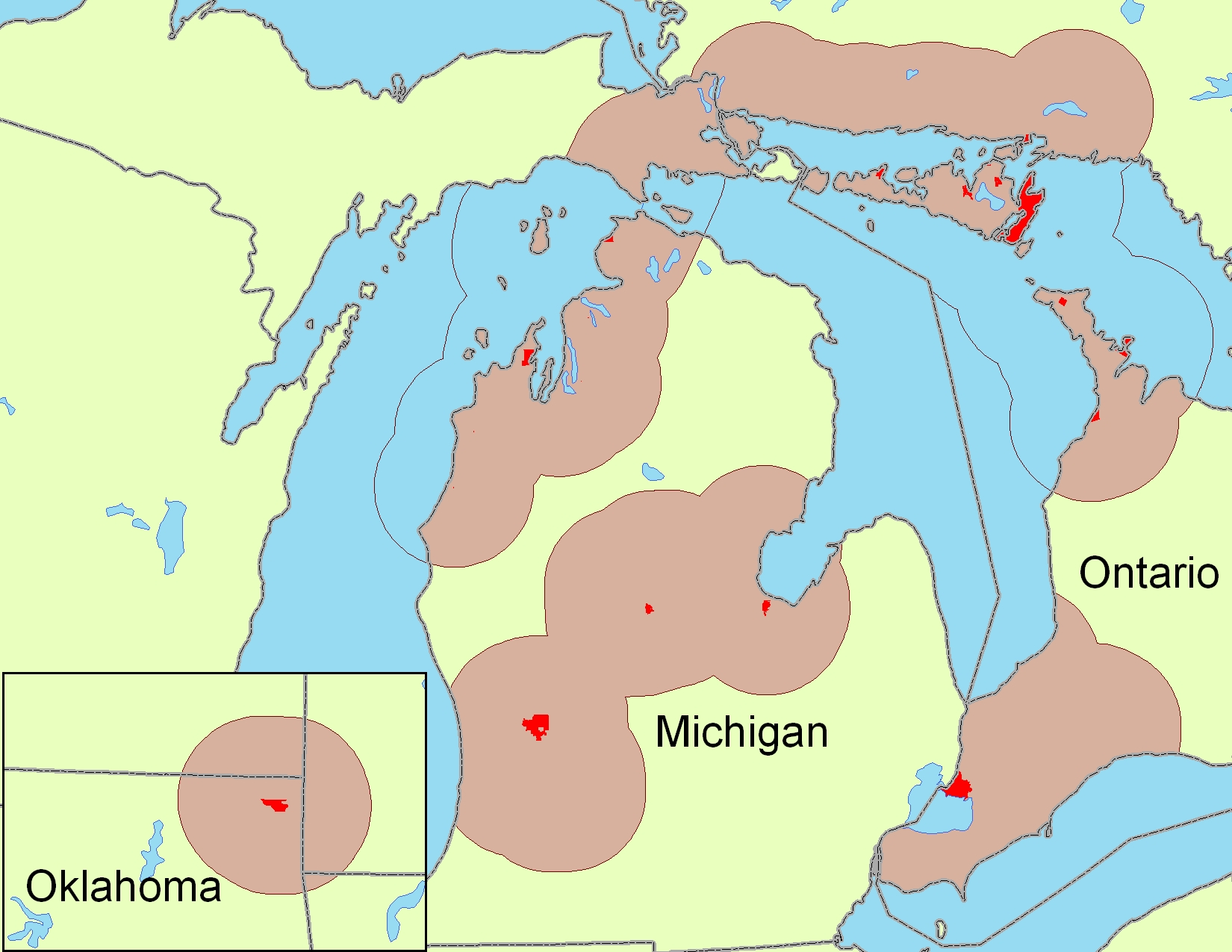
オンタリオ州、ミシガン州、オクラホマ州でオタワ族が分布している地域。保留地や村落は赤色で示されている。

1795年に締結されたグリーンビル条約の下で、オタワ族などの部族は北西部を除いたオハイオ州の土地を割譲した。オハイオ州北西部はデトロイト・オタワ族によって支配されていた。
1807年、アメリカの圧力を受け、デトロイト・オタワ族はオジブワ族、ポタワトミ族、ワイアンドット族とともにデトロイト条約に調印した。各部族とミシガン準州知事ウィリアム・ハルとの間で締結された条約により、現在のミシガン州南東部の大部分と、オハイオ州北西部のモーミー川付近がアメリカに割譲された。オタワ族のバンドの多くはミシガン州北部に移動した。それでも部族はモーミー川に残された小さな場所で地域社会を維持していた。オタワ族が居住していた地域はRoche de Boeuf（オハイオ州ウォータービル付近）、ウルフ・ラピッズ（モーミー川上流）として知られている。
1817年、米英戦争（1812年）の後に結ばれた条約により、オハイオ・オタワ族はブランチャード川とリトルオーグライズ川の居留地（合計34平方マイル）に移ることを受け入れた。居留地はこの2つのみで、移住の代償として彼らは10年間年金を受け取った。ヨーロッパ系アメリカ人がこの地域に移住してくるにつれ、オタワ族に対する圧力も高まり続けた。
インディアン移住法が1830年に制定されると、連邦政府は1831年に彼らの居留地も割譲させた。最終的には、ブランチャード川、リトルオーグライズ川、Roche de Boeuf、ウルフ・ラピッズの4つのバンドは全てカンザスに移動した。

### 現代の歴史
1906年、マニトゥーリン島とコックバーン島にいたオタワ族とオジブワ族は1,497人で、そのうち約半分がオタワ族と推計された。オクラホマ州のセネカ・インディアン学校では、197人のオタワ族がいた。彼らは南北戦争後に移動し、定住していた。1900年にはミシガン州で5,587人のオタワ族とオジブワ族がおり、そのうち約3分の2がオタワ族であった。
21世紀初頭、連邦政府に認知されたオクラホマ州の部族は合計4,700人であった。現在、約1万人のオタワ族がアメリカにおり、大部分はミシガン州で暮らしている。カナダのオンタリオ州にも数千人のオタワ族がいる。

## 部族の公式サイト
- グランドトラバース・バンド・オブ・オタワ＆チッペワ・インディアンズ
- リトルリバー・バンド・オブ・オタワ・インディアンズ
- リトルトラバースベイ・バンズ・オブ・オタワ・インディアンズ
- オクラホマ・オタワ族